# Unité urbaine d'Annecy
L'unité urbaine d'Annecy est une unité urbaine française centrée sur la ville d'Annecy, préfecture du département de la Haute-Savoie au cœur de la septième agglomération urbaine d'Auvergne-Rhône-Alpes.
Par sa population, l'unité urbaine d'Annecy fait partie des grandes agglomérations de la France, se situant au 42e rang national en 2022.

## Données démographiques
Selon les données de l'Insee établies sur le zonage effectué en 2010, l'unité urbaine d'Annecy regroupait 13 communes qui s'étendaient sur 210,50 km2.
Dans le zonage effectué en 2020, l'unité urbaine comprend 14 communes s'étendant sur 227 km2, la commune de La Balme-de-Sillingy ayant été ajoutée au périmètre.
En 2022, avec 184 530 habitants, elle représente la 1re unité urbaine du département de la Haute-Savoie et occupe le 7e rang dans la région Auvergne-Rhône-Alpes, après l'unité urbaine de Genève - Annemasse (partie française) (6e rang régional) et devant l'unité urbaine de Valence (8e rang régional). Au niveau national, elle est au 42e rang.
En 2022, sa densité de population s'élève à 813 hab/km2. Par sa superficie, elle ne représente que 5,2 % du territoire départemental mais, par sa population, elle regroupe 21,72 % de la population du département de la Haute-Savoie.

Agglomérations de plus de 100000 habitants en France en 2022.

## Composition 2020 de l'unité urbaine
Elle est composée des 14 communes suivantes :
| Nom                   | Code Insee | Département  | Statut       | Superficie (km2) | Population (dernière pop. légale) | Densité (hab./km2) | Modifier                                    |
| --------------------- | ---------- | ------------ | ------------ | ---------------- | --------------------------------- | ------------------ | ------------------------------------------- |
| Annecy (ville-centre) | 74010      | Haute-Savoie | ville-centre | 66,93            | 131 272 (2022)                    | 1 961              | modifier les données · modifier les données |
| Argonay               | 74019      | Haute-Savoie | banlieue     | 5,16             | 3 713 (2022)                      | 720                | modifier les données · modifier les données |
| La Balme-de-Sillingy  | 74026      | Haute-Savoie | banlieue     | 16,51            | 5 215 (2022)                      | 316                | modifier les données · modifier les données |
| Chavanod              | 74067      | Haute-Savoie | banlieue     | 13,36            | 3 024 (2022)                      | 226                | modifier les données · modifier les données |
| Chevaline             | 74072      | Haute-Savoie | banlieue     | 14,16            | 182 (2022)                        | 13                 | modifier les données · modifier les données |
| Doussard              | 74104      | Haute-Savoie | banlieue     | 20,14            | 3 688 (2022)                      | 183                | modifier les données · modifier les données |
| Duingt                | 74108      | Haute-Savoie | banlieue     | 4,39             | 1 069 (2022)                      | 244                | modifier les données · modifier les données |
| Epagny Metz-Tessy     | 74112      | Haute-Savoie | banlieue     | 12,06            | 8 642 (2022)                      | 717                | modifier les données · modifier les données |
| Lathuile              | 74147      | Haute-Savoie | banlieue     | 8,76             | 1 076 (2022)                      | 123                | modifier les données · modifier les données |
| Lovagny               | 74152      | Haute-Savoie | banlieue     | 5,55             | 1 297 (2022)                      | 234                | modifier les données · modifier les données |
| Poisy                 | 74213      | Haute-Savoie | banlieue     | 11,33            | 9 032 (2022)                      | 797                | modifier les données · modifier les données |
| Saint-Jorioz          | 74242      | Haute-Savoie | banlieue     | 21,12            | 6 344 (2022)                      | 300                | modifier les données · modifier les données |
| Sevrier               | 74267      | Haute-Savoie | banlieue     | 12,65            | 4 324 (2022)                      | 342                | modifier les données · modifier les données |
| Sillingy              | 74272      | Haute-Savoie | banlieue     | 14,84            | 5 652 (2022)                      | 381                | modifier les données · modifier les données |

## Évolution démographique
| 1968   | 1975    | 1982    | 1990    | 1999    | 2006    | 2011    | 2016    | 2022    |
| ------ | ------- | ------- | ------- | ------- | ------- | ------- | ------- | ------- |
| 90 029 | 112 214 | 121 209 | 134 793 | 147 131 | 156 815 | 164 153 | 174 570 | 184 530 |

#### Données générales
- Unité urbaine en France
- Aire d'attraction d'une ville
- Liste des unités urbaines de France

#### Données démographiques en rapport avec l'unité urbaine d'Annecy
- Aire d'attraction d'Annecy
- Arrondissement d'Annecy
- Annecy

#### Données démographiques en rapport avec la Haute-Savoie
- Démographie de la Haute-Savoie